# Pistola nuda
Pistola nuda (Frontier Gambler) è un film del 1956 diretto da Sam Newfield.
È un western statunitense con John Bromfield, Coleen Gray e Kent Taylor. 

## Trama
Il vice sceriffo Curt Darrow deve indagare su un omicidio commesso a Fairweather, sua città natale: una donna, colpita alla schiena da un proiettile, è stata trovata morta nella sua casa in fiamme. Si tratterebbe della ricca e intraprendente Sylvia Melbourne, proprietaria di un saloon, fidanzata di Tony, un pistolero professionista. Tony ha un alibi di ferro e Darrow si rivolge allora a Duke, padre adottivo di Sylvia, che gestisce il saloon concorrente. Duke gli racconta di averla trovata da bambina, viva quasi per miracolo, in un villaggio in cui tutti gli abitanti erano stati sterminati dagli indiani. L'aveva presa con sé, allevata ed educata nel migliore dei modi, e l'aveva iniziata alle attività che lui svolgeva, cioè alle speculazioni e al gioco d'azzardo; crescendo, la ragazza aveva sviluppato un carattere determinato e volitivo e aveva acquisito fascino e bellezza. Gradualmente Duke aveva cominciato a trasformare i suoi sentimenti e a innamorarsi della sua protetta, ma lei non contraccambiava. Sylvia aveva sfidato Duke in una partita a carte: se avesse perso, si sarebbe impegnata con lui tutta la vita, se avesse vinto, Duke le avrebbe comprato un saloon. Sylvia aveva perso, ma Duke si era comunque sottomesso ai suoi desideri.
Sylvia, divenuta un'abile imprenditrice, con i profitti del saloon era riuscita a comprare tutte le attività della zona e si era innamorata di Tony ma il padre adottivo, che aveva scoperto Tony baciare di nascosto Gloria, una delle ragazze del suo saloon, l'aveva messa in guardia e voleva che si allontanasse da lui. Sylvia si era rifiutata e lo aveva minacciato con una pistola. Questa, dice Duke, è l'ultima volta che ha visto Sylvia viva. 
Darrow prosegue le indagini e trova la pistola di Sylvia con un proiettile mancante, ma pochi minuti dopo, meravigliato, vede Sylvia viva arrivare da lontano accompagnata a un cercatore d'acqua: la donna morta era Gloria ma i lineamenti erano stati sfigurati dalle fiamme e non era stata riconosciuta. Darrow accusa Tony dell'omicidio e Tony ammette che, in assenza di Sylvia, aveva incontrato Gloria a casa di lei per porre fine alla loro relazione, ma il loro incontro era stato interrotto da un visitatore sconosciuto: Gloria si era rivestita indossando un abito di Sylvia ed era andata ad aprire mentre lui si era nascosto. 
Darrow a questo punto sospetta che sia stata la stessa Sylvia a uccidere Gloria, ma intanto Duke, il vero visitatore sconosciuto di qualche notte prima, è andato via portando Sylvia con sé. Darrow e Tony li ritrovano nel luogo dove la ragazza era stata trovata anni prima; Duke, essendosi reso conto che Sylvia non sarebbe mai più stata sua, accecato dalla gelosia avrebbe voluto sopprimerla ma viene ucciso in uno scontro a fuoco. Il caso è risolto, Sylvia è soltanto rimasta ferita a una caviglia, i tre superstiti tornano a Fairweather.

## Produzione
Il film, diretto da Sam Newfield su una sceneggiatura di Orville H. Hampton, fu prodotto da Sigmund Neufeld. tramite la Sigmund Neufeld Productions e girato nell'Andy Jauregui Ranch a Newhall, California. Il brano della colonna sonora Your Heart Belongs to Her fu composto da Margia Dean (parole) e Paul Dunlap (musica).

## Distribuzione
Il film fu distribuito con il titolo Frontier Gambler negli Stati Uniti dal 1º luglio 1956 al cinema dalla Associated Film Releasing Corporation.
Altre distribuzioni:
- in Svezia il 2 maggio 1960
- in Finlandia il 5 agosto 1960 (Murha villissä lännessä)
- in Grecia (Aima sto prasino trapezi)
- in Italia (Pistola nuda)

## Promozione
La tagline è: Win or lose... she got what she wanted!.